# Microphotus pecosensis
Microphotus pecosensis là một loài bọ cánh cứng trong họ Đom đóm (Lampyridae). Loài này được Fall miêu tả khoa học năm 1912.